# Cesó Fabi Ambust
Cesó Fabi Ambust (en llatí: Kaeso Fabius M. f. Q. n. Ambustus) va ser un magistrat romà. Era fill de Marc Fabi Ambust i germà de Numeri i Quint Fabi Ambust. Era qüestor el 409 aC amb tres plebeus com a col·legues, que eren els primers plebeus que van exercir aquest càrrec. El 404 aC va ser elegit tribú amb potestat consolar, i altre cop el 401 aC i el 395 aC. El 390 aC va ser ambaixador juntament amb els seus germans davant els gals que assetjaven Clúsium i van violar la llei de les nacions ajudant als assetjats a fugir, cosa que va provocar la marxa dels gals contra Roma. El mateix any va ser altre cop tribú amb potestat consular.